# Église Saint-Victor de Chorges
L'église Saint-Victor est une église située à Chorges dans les Hautes-Alpes, en France. Elle contient des restes d'un temple antique.

## Historique
Le 4 février 1020, Rado, archevêque d'Embrun, et Isoard, vicomte de Gap, ont fondé en faveur de l'abbaye Saint-Victor de Marseille le prieuré de Chorges. Celle-ci a imposé à la paroisse le vocable de saint Victor. Guinamand, archevêque d'Embrun, a confirmé en 1066 la donation des églises Saint-Victor et Saint-Christophe de Chorges.  L'archevêque d'Embrun, Lantelme, a confirmé en 1080 les biens de l'abbaye Saint-Victor dans son archevêché, dont les églises Saint-Victor, Saint-Christophe et Sainte-Marie à Chorges. 
Chorges a été pris à plusieurs reprises par les protestants au XVIe siècle, en particulier en 1585. Chorges est repris en 1586 par les catholiques commandés par Épernon et La Valette après un siège difficile. L'église a été incendiée. Elle est incendiée une nouvelle fois par le duc de Savoie en 1692. L'église a subi de sérieuses détériorations.

## Protection
Elle est classée au titre des monuments historiques par la liste de 1862.